# ハランベ (ゴリラ)
ハランベ（Harambe, IPA: [haram'be], 1999年5月27日 - 2016年5月28日）は、体重200キログラムの、いわゆる「シルヴァーバック」と呼ばれる、オスのニシローランドゴリラである。同種は「絶滅寸前」に指定されている。シンシナティ動植物園にある彼の（居住エリアの）柵に、一人の子供がよじ上ってしまい、濠に落ちたところ、ハランベは射殺された。

## 前半生
ハランベはテキサス州ブラウンズヴィルにあるグラディス・ポーター動物園で繁殖により誕生した。名付け親は Dan Van Coppenolle 。リタ・マーリーのレゲエ曲 "Harambe" にちなんで名付けられた。なお、ハランベ（harambee, Swahili:発音: [haram'be]）とはスワヒリ語で「力を合わせて頑張ろう」を意味する言葉である。
2014年9月18日に、大人のゴリラの振る舞いを学び、新しい群れに加わることを目的として、シンシナティ動植物園に移った。

## 柵乗り越え事故と死
2016年5月28日に、3歳の男の子がハランベの柵の中に落ちてしまった。ハランベは動物園の職員に銃で撃たれ、死亡した。事故の様子がたまたまその場にいた人物により記録されており、YouTubeにアップロードされた結果、瞬く間に広まった。動物園の園長セイン・メイナード（Thane Maynard）は声明を発表し、"The child was being dragged around ... His head was banging on concrete. This was not a gentle thing. The child was at risk."（お子さんは引きずられており、頭がコンクリートに打ち付けられておりました。これは穏やかではありません。危ないところだったのです。）と述べた。射殺の是非を巡って論争が生じた。その場に居合わせた人の中には、ハランベが子供を傷つけようとしていたのかどうか、はっきりしないと主張する者がおり、子供の両親か動物園の少なくともどちらかはハランベの死について説明する責任があると言う者もいる。子供の両親は動物園の処置を擁護したが、警察は刑事立件の可能性を調査中である。当該事故は全世界的に注目された。リッキー・ジャーヴェイス、ブライアン・メイ、ピアーズ・モーガンは、銃殺を批判した。他方、ドナルド・トランプとジャック・ハンナは動物園の処置を擁護した。霊長類学者のフランス・ドゥ・ヴァールも論争に関して意見を表明した。